# Les Tueurs fous
Pour plus de détails, voir Fiche technique et Distribution.
Les Tueurs fous est le titre d'un film policier belge réalisé par Boris Szulzinger et sorti en 1972.
Il est présenté au Marché du film à Cannes en 1972 sous le premier titre : En pleine gueule / Lonely Killers.
Le film a été sélectionné comme entrée belge pour l'Oscar du meilleur film en langue étrangère à la 45e cérémonie des Oscars, mais n'a pas été retenu pour la sélection finale.

## Synopsis
Film inspiré par l'expédition meurtrière d'Alain Grenouille.

## Distribution
- Roland Mahauden
- Georges Aminel : le journaliste
- Georges Aubert
- Marc Audier
- Christian Barbier : l'ouvrier
- Patricia Cornelis
- Marc de Georgi
- Marc Delsaert
- Jean Droze
- Daniel Dury
- Franz Gouvy
- Daniel Horowitz
- Hubert Jeuken
- Nathalie Nerval
- Serge Lhorca